# Francesco Netti
Pour les articles homonymes, voir Netti.
Francesco Saverio Netti, né le 24 décembre 1832 à Santeramo in Colle et mort le 28 août 1894 dans la même ville, est un peintre italien. 

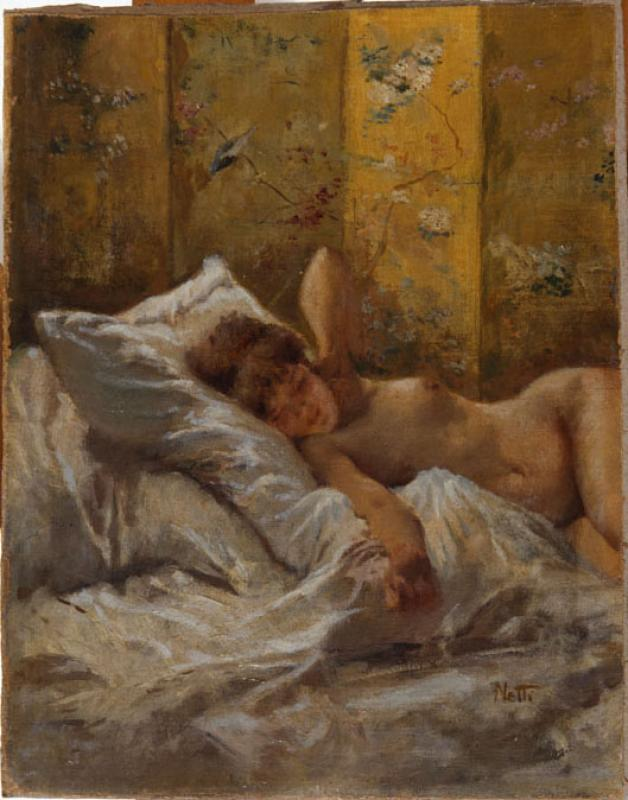
Nue sur le lit, huile sur toile, 1884-1886, Pinacothèque métropolitaine de Bari.

## Biographie
Francesco Netti naît à Santeramo in Colle, dans les Pouilles, alors partie du royaume des Deux-Siciles. En 1850, alors qu'il termine ses études et entame une carrière juridique, il se tourne vers la peinture, s'inscrivant  en 1855 à l'Académie des Beaux-Arts de Naples. Il étudie également sous la direction de Giuseppe Bonolis et dans une école d'art indépendante dirigée par Tommaso De Vivo et Michele de Napoli.
À Naples, il se lie d'amitié avec des artistes, dont Achille Carrillo, Ottorino Caracciolo, Giuseppe Bonolis, Giuseppe De Nittis, Adriano Cecioni, et Marco De Gregorio. 
En 1856, Netti quitte Naples pour Rome, où il reste jusqu'en 1860. De retour à Naples, il travaille pendant un certain temps dans les ateliers de Filippo Palizzi et de Domenico Morelli.
En 1866, il se rend à Paris, où il fait partie du contingent italien qui expose des œuvres à l'Exposition universelle. Il quitte la ville en 1872, après avoir assisté au siège de Paris de l'année précédente, pendant la guerre franco-prussienne. Après la fin de cette guerre, il reçoit une croix de bronze de la Convention de Genève pour avoir fait partie d'une équipe d'ambulances militaires pendant les hostilités. 

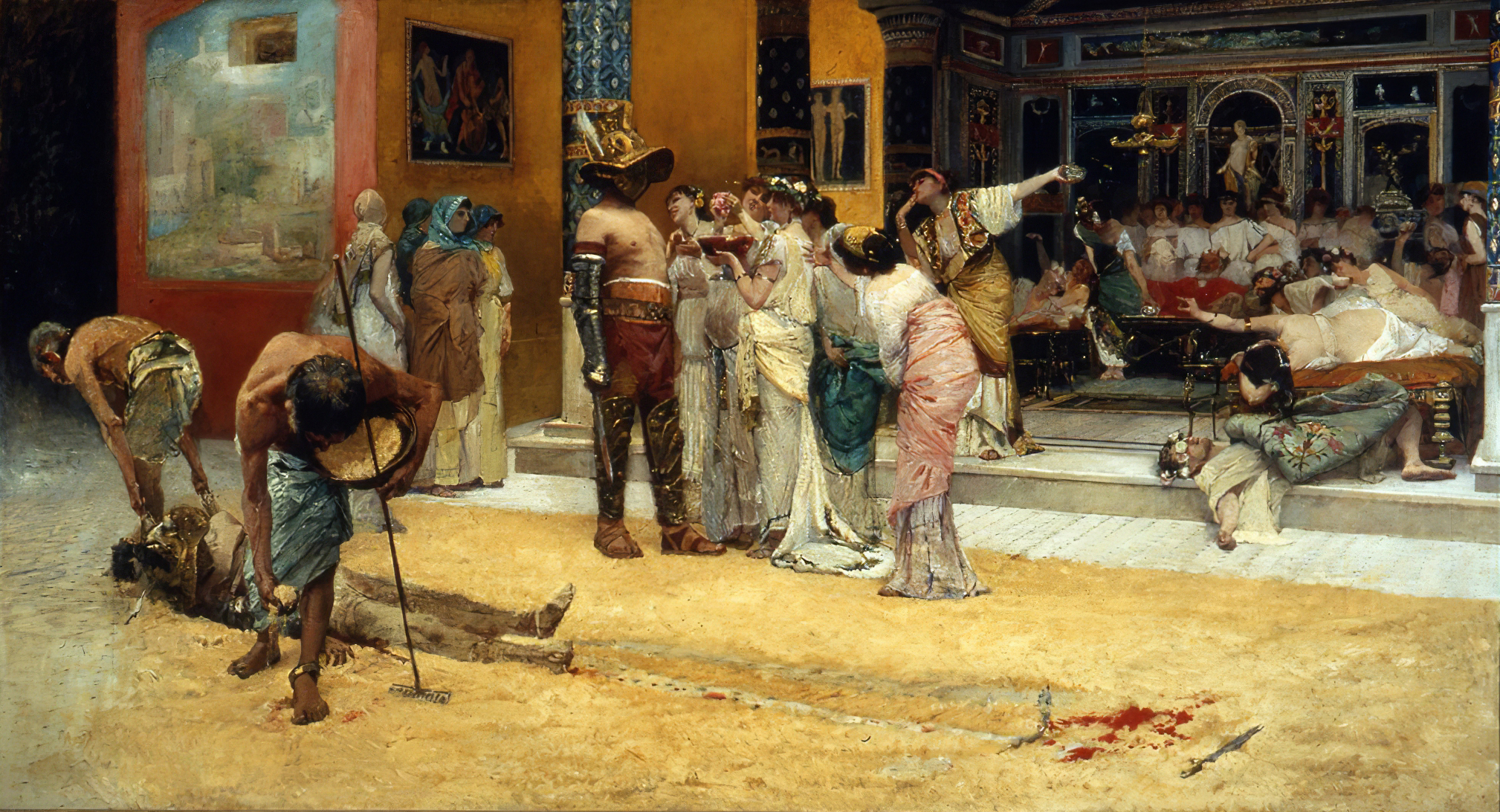
Combat de gladiateurs pendant le repas à Pompéi, 1880.

Il retourne en Italie et s'installe à Naples. Il publie divers livres sur l'art et écrit pour plusieurs revues, dont des articles intitulés L'Italia à l'Exposition de Paris,  l'Art en Italie,  l'Illustrazione italiana.
Il est fait chevalier de l'Ordre de la Couronne d'Italie et, en 1868, reçoit l'Ordre des Saints-Maurice-et-Lazare,  et enfin, en 1876, devient professeur honoraire à l'Institut des Beaux-Arts de Naples. 
Il reçoit une médaille d'argent et de bronze pour avoir représenté L'Arrivée à Paris du Commissariato Italiano pour l'Exposition universelle de 1867.

## Œuvre
Parmi ses œuvres figurent :
- La Mort de saint Joseph Calasanz  (1859)[2],
- La Folie de Haydee, présentée à l'exposition de 1860 de Florence,
- Après une orgie, représentant un personnage de Polichinelle dans un bal masqué,
- Épisode du 15 mai 1848 à Naples,
- La sera del dì di festa, représentant une fête bruyante avec danse,
- Donne che si preparano per un ballo in maschera,
- Una processione di penitenza durante l'eruzione del Vesuvio del 1631, al ponte della Maddalena,
- La pioggia,
- Uscendo dal ballo all'alba,
- Ricordo di Parigi  et
- Marie Madeleine au tombeau de Jésus, réalisé pour la cathédrale d'Altamura.
- La Sortie du Bal, 1872, huile sur toile, 46 × 56 cm, Musée de Capodimonte, Naples[3]

Netti peint également dans le style néo-pompéien, y compris :  
- Jeux de gladiateurs pendant un repas à Pompéi[4]
- Le Chœur grec montant au temple, récompensé par un prix à l'exposition de Naples en 1876.

À l'Exposition de Rome de 1883, il envoie une toile d'une sensualité morbide, Le signore alla Corte il assise.
Lors de l'exposition de 1884, il expose La Siesta.
En 1887 à Venise, il expose  Donne turche che prendono il caffè et La crisi.
Son tableau L'Abbeveratoio et Un ritorno dalla campagna (1883) sont envoyés hors du pays.
Netti réalise également de nombreux portraits et des œuvres mineures à l'aquarelle et à l'huile.
Plus tard, il travaille à Paris et dans la colonie d'artistes de Grez-sur-Loing,.